# Ethniki Odos 79
Die Ethniki Odos 79 (griechisch Εθνική Οδός 79 ‚Nationalstraße 79‘) ist eine Straßenverbindung in Griechenland. Sie führt von Malakasa an der Autobahn Aftokinitodromos 1 (Anschlussstelle Malakasa) über Milesi zum Küstenort Skala Oropou (Σκάλα Ωρωπού) am südlichen Golf von Euböa (Fährverbindung nach Eretria (Ερέτρια) auf der Insel Euböa).